# تشوتيا
تشوتيا (مونتانا) (بالإنجليزية: Choteau, Montana)‏ هي مدينة تقع في الولايات المتحدة في مقاطعة تيتون. يقدر عدد سكانها بـ 1,684 نسمة ومساحتها 4.74 كم2 وترتفع عن سطح البحر 1,164 متر.

## التركيبة السكانية
قام مكتب تعداد الولايات المتحدة بتحديد بيانات التركيبة السكانية لتشوتيافي تعداد الولايات المتحدة. في ما يلي، التركيبة السكانية حسب تعدادي 2000 و2010.

### تعداد عام 2000
بلغ عدد سكان تشوتيا 1,781 نسمة بحسب تعداد عام 2000، وبلغ عدد الأسر 807 أسرة وعدد العائلات 464 عائلة مقيمة في المدينة.
وتوزع التركيب العرقي للمدينة بنسبة 93.94% من البيض و 2.92% من الأمريكيين الأصليين و 0.11% من الأمريكيين ذوي الأصول الآسيوية و 0.06% من الأمريكيين الأفارقة و 2.75% من عرقين مختلطين أو أكثر.
بلغ عدد الأسر 807 أسرة كانت نسبة 24.9% منها لديها أطفال تحت سن الثامنة عشر تعيش معهم، وبلغت نسبة الأزواج القاطنين مع بعضهم البعض 46.8% من أصل المجموع الكلي للأسر، ونسبة 8.6% من الأسر كان لديها معيلات من الإناث دون وجود شريك، وكانت نسبة 42.4% من غير العائلات. تألفت نسبة 39.2% من أصل جميع الأسر من أفراد ونسبة 21.9% كانوا يعيش معهم شخص وحيد يبلغ من العمر 65 عاماً فما فوق. وبلغ متوسط حجم الأسرة المعيشية 2.82، أما متوسط حجم العائلات فبلغ 2.13.
بلغ العمر الوسطي للسكان 46 عاماً. وكانت نسبة 22.7% من القاطنين تحت سن الثامنة عشر، وكانت نسبة 4.4% بين الثامنة عشر والأربعة وعشرون عاماً، ونسبة 21.4% كانت واقعةً في الفئة العمرية ما بين الخامسة والعشرون حتى والأربعة وأربعون عاماً، ونسبة 25.8% كانت ما بين الخامسة والأربعون حتى الرابعة والستون، ونسبة 25.7% كانت ضمن فئة الخامسة والستون عاماً فما فوق.
بلغ متوسط دخل الأسرة في المدينة 25,708 دولار، أما متوسط دخل العائلة فبلغ 35,655 دولار. وكان متوسط دخل الذكور 22,429 دولار مقابل 17,098 دولار للإناث. وسجل دخل الفرد الخاص بالمدينة 14,999 دولار. وكانت نسبة 12.7% من العائلات ونسبة 17.6% من السكان تحت خط الفقر،

### تعداد عام 2010
بلغ عدد سكان تشوتيا 1,684 نسمة بحسب تعداد عام 2010، وبلغ عدد الأسر 791 أسرة وعدد العائلات 441 عائلة مقيمة في المدينة. في حين سجلت الكثافة السكانية 920.2 نسمة لكل ميل مربع (355.3/كم2). وبلغ عدد الوحدات السكنية 888 وحدة بمتوسط كثافة قدره 485.2 لكل ميل مربع (187.3/كم2).
وتوزع التركيب العرقي للمدينة بنسبة 95.0% من البيض و 2.1% من الأمريكيين الأصليين و 0.2% من الأمريكيين ذوي الأصول الآسيوية و 0.1% من سكان جزر المحيط الهادئ و 2.3% من عرقين مختلطين أو أكثر.
بلغ عدد الأسر 791 أسرة كانت نسبة 21.9% منها لديها أطفال تحت سن الثامنة عشر تعيش معهم، وبلغت نسبة الأزواج القاطنين مع بعضهم البعض 45.8% من أصل المجموع الكلي للأسر، ونسبة 6.8% من الأسر كان لديها معيلات من الإناث دون وجود شريك، بينما كانت نسبة 3.2% من الأسر لديها معيلون من الذكور دون وجود شريكة وكانت نسبة 44.2% من غير العائلات. وبلغ متوسط حجم الأسرة المعيشية 2.75، أما متوسط حجم العائلات فبلغ 2.04.
بلغ العمر الوسطي للسكان 49.1 عاماً. وكانت نسبة 19.5% من القاطنين تحت سن الثامنة عشر، وكانت نسبة 5.1% بين الثامنة عشر والأربعة وعشرون عاماً، ونسبة 19.8% كانت واقعةً في الفئة العمرية ما بين الخامسة والعشرون حتى والأربعة وأربعون عاماً، ونسبة 29.8% كانت ما بين الخامسة والأربعون حتى الرابعة والستون، ونسبة 25.8% كانت ضمن فئة الخامسة والستون عاماً فما فوق. وتوزع التركيب الجنسي للسكان بنسبة 46.4% ذكور و53.6% إناث.